# Тороп, Александра Акимовна
Александра Акимовна Тороп (урождённая Богданова; 19 апреля 1925 — 3 марта 1987) — звеньевая колхоза имени Тельмана Ессентукского района Ставропольского края, Герой Социалистического Труда (30.01.1948).

## Биография
Родилась 19 апреля 1925 года в Ессентуках. Русская.
Трудовую деятельность начала в 1934 году рабочей Зеленчукского лесопильного завода.
В 1943 году на фронте отец, Аким Иванович Богданов, красноармеец 201-го гвардейского стрелкового полка 67-й гвардейской стрелковой дивизии погиб на Кубани. И вся тяжесть домашней работы и воспитание младших братьев и сестры легла на Александры. Мать, Варвара Алексеевна, работала в колхозе. В этом же году, после освобождения Ставрополья от немецко-фашистских захватчиков, Александра оканчивает механизаторов. Вместе с подругами пахала, сеяла, убирала урожай. Ее поставили звеньевой комсомольско-молодежного звена колхоза имени
Максима Горького Ессентукского района (ныне Предгорный район).
Во второй половине 1940-х годов Александра Акимовна трудилась звеньевой колхоза имени Максима Горького Ессентукского района.
По итогам работы в 1947 году возглавляемое ею звено получило урожай пшеницы 30,39 центнера с гектара на площади 8 гектаров.
Указом Президиума Верховного Совета СССР от 30 января 1948 года за получение высоких урожаев пшеницы и кукурузы в 1947 году Богдановой Александре Акимовне присвоено звание Героя Социалистического Труда с вручением ордена Ленина и золотой медали Серп и Молот".
Позже звено А. А. Тороп (в замужестве) продолжало получать высокие урожаи зерновых.
Этим же указом высокого звания были удостоены председатель колхоза М. И. Артемов, передовые звеньевые — комсомолки А. Н. Барбашина Э. Г. Гюльбекова, звенья которых постоянно соревновались между собой, а также бригадир тракторной бригады Г. А. Юрин, механизаторы которой обрабатывали поля колхоза имени Тельмана.
Неоднократно избиралась членом ЦК ВЛКСМ, членом районного комитета партии, депутатом краевого Совета и Заветненского сельского Совета народных депутатов.
С 1980 года — персональный пенсионер союзного значения.
Умерла 3 марта 1987 года. Похоронена на кладбище села Заветное Кочубеевского района Ставропольского края.

## Награды
- Золотая медаль «Серп и Молот»(30.01.1948)
- Орден Ленина (30.01.1948)
- Медаль «В ознаменование 100-летия со дня рождения Владимира Ильича Ленина» (6 апреля 1970)
- Медаль «За доблестный труд в Великой Отечественной войне 1941—1945 гг.»
- Медаль «Ветеран труда»
- медалями ВДНХ СССР

## Память
- На могиле установлен надгробный памятник.